# Институт географии Казахстана
Институт географии — казахстанская государственная научно-исследовательская организация. Штаб-квартира компании расположена в Алма-Ате.

## История
Основан в 1938 году. Институт географии – один из старейших исследовательских центров академического профиля в Казахстане и единственный НИИ географического профиля в Центрально-азиатском регионе. В настоящее время Институт географии – головная организация в системе Министерства образования и науки Республики Казахстан, занимающаяся комплексными проблемами взаимодействия природы и общества. Исследования Института ориентированы на решение экологических проблем и оценку природно-ресурсного потенциала геосистем республики с разработкой географических основ рационального природопользования.
За 79 лет своей деятельности Институт развил до международного уровня следующие основные направления географической науки: гидрологию, гляциологию, геоморфологию, ландшафтоведение, картографирование, принимал участие в решении научных и научно-прикладных проблем во всех крупных государственных и межгосударственных проектах (Приаралье, Прибалкашье, Прикаспий, Семипалатинский регион и др.).
Наряду с выполнением широкого спектра работ по государственным   научно-техническим программам Институт выполняет большой объем хоздоговорных разнонаправленных  работ прикладного характера. Мировой уровень научных исследований подтверждается совместными работами по программам и проектам с зарубежными компаниями и учреждениями.

## Администрация института (на 2011)
- Директор – доктор географических наук, академик НАН РК, профессор  Ахметкал Рахметуллаевич Медеу, тел.: 291-81-29.
- Заместитель директора – кандидат географических наук Саят Курбанбаевич Алимкулов, тел.: 291-66-95.
- Менеджер по управлению проектами, доктор географических наук, профессор, академик Международной академии наук экологии, безопасности человека и природы  (МАНЭБ) Игорь Михайлович Мальковский, тел.: 291-80-91.
- Ученый секретарь – кандидат географических наук, доцент Розалия Юмашевна Токмагамбетова,  тел.: 291-88-69.
- Главный бухгалтер –  Кызжибек Ергараевна Заманбекова, тел.: 291-81-08.

## Основные научные направления
- Оценка и прогноз ресурсов и режима поверхностных вод Республики Казахстан  с учетом изменения климата и хозяйственной деятельности, разработка географических основ обеспечения водной безопасности республики как основы устойчивого развития.
- Выявление закономерностей формирования и распределения опасных стихийных явлений, природных катастроф и экологически опасных изменений природной среды с оценкой их социально-экономических последствий.
- Оценка природно-ресурсного потенциала республики, разработка информационно-аналитической базы национальных и региональных программ рационального природопользования, охраны окружающей среды, реконструкции экологически дестабилизированных природно-хозяйственных систем.
- Атласное картографирование географических систем национального, регионального и отраслевого уровней с использованием современных геоинформационных технологий.

## Структура и состав
·        В институте действуют два научных отдела: географии и геоэкологии и водных проблем, включающих девять специализированных лабораторий: гляциологии, Географии туризма и рекреации, ландшафтоведения и проблем природопользования, водных ресурсов, водообеспечения природно-хозяйственных систем и математического моделирования, гидрологии водоемов географических информационных систем,  природных опасностей,  геоморфологии и геоинформационного картографирования, а также  имеющую в своем составе отдел геоэкопроектирования.
·        Функционируют шесть научных стационаров в горах Северного Тянь-Шаня,  Приаралье, Прикаспии и Прибалкашье (см. схему). 

## Фундаментальные исследования
- С 1993 г. Институт географии является головной организацией и основным исполнителем Государственных программ фундаментальных исследований в области наук о Земле:
  -  «Теория и методы оптимизации     географической среды и рационального природопользования» – 1993–1994 гг.
  - «Географические     проблемы бессточных бассейнов Казахстана» – 1995–1996 гг.
  - «Географические     основы реконструкции дестабилизированных природно-хозяйственных систем     Казахстана» – 1997–1999 гг.
  - «Разработать     географическое обоснование устойчивого использования природно-ресурсного     потенциала и поверхностных вод трансграничных бассейнов РК» – 2000–2002     гг.
  - «Фундаментальные     основы сбалансированного использования поверхностных и подземных вод и     устойчивого функционирования природно-хозяйственных систем Республики Казахстан»     – 2003–2005 гг.
  - «Географическое     обоснование устойчивого развития природно-хозяйственных систем Республики     Казахстан» – 2006–2008 гг.
  - «Географические     основы устойчивого развития      Республики Казахстан» – 2009–2011 гг.
  - «Эколого-экономические     основы оценки роли водоохранных зон в снижении антропогенного воздействия     на водные объекты Казахстана» – 2009–2011 гг.
  - «Географические     основы обеспечения водной безопасности Республики Казахстан» – 2012–2014 гг.
  - «Географические     основы обеспечения природопользования горных и равнинных территорий     Республики Казахстан» – 2012–2014 гг.
  - «Современная     динамика и прогноз оледенения и снежности Юго-Восточного Казахстана с     применением ГИС-технологии и данных дистанционного зондирования» – 2012–2014     гг.
  - «Географические     основы обеспечения безопасности территорий, подверженных воздействию     селевых потоков, снежных лавин и оползневых явлений в Юго-Восточном     Казахстане» – 2012–2014 гг.

## Прикладные исследования
В 1993–2013 гг. было выполнено около 100 научно-прикладных исследований, заказчиками которых явились:
- Министерство     охраны окружающей среды РК;
- Министерство     образования и науки РК;
- Министерство     сельского хозяйства РК;
- Государственный     научно-производственный центр землепользования и землеустройства;
- РКГП «Астанагенплан»;
- ГУ     «Казселезащита» МЧС РК;
- Мангистауское     областное управление по природопользованию МООС РК;
- акимат     Атырауский области;
- акимат     Северо-Казахстанской области;
- АО     «Национальный центр космических исследований и технологий»;
- ГУ     «Комитет по водным ресурсам МСХ РК»;
- Астанинский     филиал РГП «КазНИИССА» Агентства РК по делам строительства и жилищно-коммунального     хозяйства.

## Международные проекты
В 1993–2013 гг. институт являлся исполнителем 38 крупных международных проектов, курируемых:
- ЮНЕСКО     – 4 проекта;
- ПРООН     – 9 проектов;
- ИНТАС     – 7 проектов;
- Научным     комитетом НАТО – 1 проект;
- ИНКО-КОПЕРНИКУС     – 1 проект;
- Азиатским банком развития – 2  проекта;
- Фондом     Джона и Кэтрин Т. МакАртуров     – 3 проекта;
- Фондом     Джирак – 1 проект;
- Глобальным     экологическим фондом – 2 проекта;
- Европейским     союзом – 1 проект;
- Всемирным     фондом природы (WWF) – 4 проекта;
- ЕС     Каспийская международная экологическая      программа – 2;
- Фондом     Volkswagen – 2.